# Chaparral (Tolima)
Pour les articles homonymes, voir Chaparral.
Chaparral est une municipalité colombienne située dans le département de Tolima.

## Géographie
Avec une superficie de 2 124 km2, la municipalité de Chaparral est la plus vaste du département de Tolima, dont elle représente à elle seule presque 10 % de la superficie.

## Personnalités liées à la municipalité
- Manuel Murillo Toro (1816-1880) : président des États-Unis de Colombie né à Chaparral.